# Státní památková správa
Státní památková správa (SPS) byl orgán státní památkové péče s velmi širokým polem působnosti fungující v Československu v letech 1953–1958, poté ještě do roku 1962 jako Státní památková správa v likvidaci, kdy předávala agendu nástupnickým institucím. SPS byla přímo podřízena nově organizovanému Ministerstvu školství a osvěty. Státní památková správa převzala jednak agendu bývalé Národní kulturní komise (od roku 1951 vykonávaná přímo ministerstvem), která obstarávala přímou správu státních kulturních objektů. Dále však po zřízení SPS ukončily svoji činnosti odborné organizace Státní památkový ústav a Slovenský památkový ústav a nahradila je SPS. Svoji činnost ukončil také Státní fotoměřický ústav a jeho agendu převzala SPS. Po vydání zákona o kulturních památkách roku 1958 byla SPS převedeno do likvidace, její agendu převzal jednak ústřední orgán Státní ústav památkové péče a ochrany přírody (SÚPPOP), jednak tzv. Krajská střediska státní památkové péče a ochrany přírody (KSSPPOP) při jednotlivých krajských národních výborech a jednak okresní národní výbory (dohled nad správami objektů).

## Právní normy
- rozhodnutí ministra školství 4549/1953 Oběžníku ministerstva školství a osvěty, ze dne 13. července 1953 – zřízení SPS
- zákon 22/1958 Sb., o kulturních památkách – obsahuje novou organizace památkové péče